# 吉本浩二
吉本 浩二（よしもと こうじ、1973年 - ）は、日本の漫画家。富山県黒部市出身。埼玉在住。日本福祉大学卒業。代表作は『ブラック・ジャック創作秘話〜手塚治虫の仕事場から〜』『昭和の中坊』。日本漫画家協会会員。

## 来歴・人物
同郷の先輩である藤子不二雄を尊敬しており、なかでも『まんが道』はバイブルであると語っている。そのほか、影響を受けた人物に『ナニワ金融道』の青木雄二や『へうげもの』の山田芳裕を挙げている。
日本福祉大学在学中から8ミリビデオで映像作品を創ることを趣味していた。卒業後に就職したテレビの制作会社で絵コンテを切っていたところ、上司や同僚に褒められ、会社を辞めて漫画家になろうと決意する。山田芳裕の『デカスロン』のアシスタントとして漫画を勉強する。
1998年、漫画家デビュー。
連載デビューは『日かけ金融地獄伝　こまねずみ常次朗』(監修:青木雄二、原作:秋月戸市)である。
2011年、手塚治虫の評伝漫画『ブラック・ジャック創作秘話〜手塚治虫の仕事場から〜』がヒット、『このマンガがすごい!』2012年版オトコ編1位にも選ばれた。以後、ルポ・ドキュメンタリータッチの作品を中心に複数誌で連載を手掛ける。
東日本大震災で被害を受けた三陸鉄道が復旧する過程を描いた『さんてつ』を「月刊コミックバンチ」2011年12月号から5回にわたりで連載した。
2016年4月14日に発生した熊本地震で甚大な被害を受けた南阿蘇鉄道高森線の復興を応援するプロジェクトを小学館が発足。趣旨に賛同した小学館各誌で活躍する原作者や漫画家117名が応援イラストを寄稿した。吉本も小学館の漫画雑誌連載経験と『さんてつ』の執筆経験から参加した。
2018年9月13日、雑誌「モーニング」創刊35周年を記念した読み切りシリーズ「CARNAVAL（カルナバル）」の第54弾として、自身の実体験を描いたエッセイ漫画『家族よ、俺を許してくれ!!』を発表。悲哀のなかにも笑いを醸す内容は好評であった。翌2019年10月10日発売のモーニング、Dモーニング45号より、タイトルを『定額制夫の「こづかい万歳」〜月額2万千円の金欠ライフ〜』と改め、連載を開始した。この作品が話題となり、テレビ出演の依頼も増え、節約エピソードの数々を語っている。

## 作品リスト
- 『日掛け金融地獄伝 こまねずみ常次朗』小学館〈ビッグコミックス〉全9巻（原作：秋月戸市、原案：青木雄二、『ビッグコミックスペリオール』2001年 - 2004年）
  - 『日掛け金融伝 こまねずみ出世道』小学館〈ビッグコミックス〉全9巻（原作：秋月戸市、原案：青木雄二、『ビッグコミックスペリオール』2005年 - 2008年）
- 『勝ち組フリーター列伝』小学館〈ビッグコミックススペシャル〉全1巻（原作：大西祥平『ビッグコミックスピリッツ』2006年）
- 『昭和の中坊』双葉社〈アクションコミックス〉全5巻（原作：末田雄一郎、『漫画アクション』2006年）
  - （新装版）双葉社〈アクションコミックス〉2014年、全5巻
- 『おれたちのラブ・ウォーズ〜その後の昭和の中坊たち〜』双葉社〈アクションコミックス〉全2巻（原作：末田雄一郎、『漫画アクション』2008年）
- 『ブラック・ジャック創作秘話〜手塚治虫の仕事場から〜』秋田書店〈少年チャンピオン・コミックスエクストラ〉全5巻（原作：宮崎克、『週刊少年チャンピオン』2009年 No.48 - 2012年 No.08、⇒『別冊少年チャンピオン』2012年7月号 - 2013年6月号、2013年 No.42・No.43、2014年 No.27・No.28）
- 『日本をゆっくり走ってみたよ〜あの娘のために日本一周〜』双葉社〈アクションコミックス〉全2巻（『漫画アクション』2010年24号 - 2011年18号）
- 『さんてつ〜日本鉄道旅行地図帳 三陸鉄道 大震災の記録〜』新潮社〈BUNCH COMICS〉全1巻（『月刊コミック@バンチ』2011年12月号 - 2012年4月号）
- 『カツシン さみしがりやの天才』新潮社〈BUNCH COMICS〉全2巻（『月刊コミック@バンチ』2014年3月号 - ） - 勝新太郎を題材にした作品。
- 『淋しいのはアンタだけじゃない』小学館〈ビッグコミックス〉全3巻（『ビッグコミックスペリオール』2016年3号 - 2017年9月22日号）
- 『ルーザーズ〜日本初の週刊青年漫画誌の誕生〜』双葉社〈アクションコミックス〉全3巻（『漫画アクション』2017年14号 - 2019年11号）
- 『定額制夫の「こづかい万歳」〜月額2万千円の金欠ライフ〜』講談社〈モーニングKC〉既刊9巻（『モーニング』2019年45号 - 連載中）

## その他
- 朝日新聞（2022年4月5日朝刊） - オピニオン面にて、節約、無料、ポイントなどについて語った。

## メディア出演

### テレビ
- 川島・山内のマンガ沼（2021年10月9日・16日〈#39・#40〉、2023年6月2日・10日〈#121・#122〉、読売テレビ）※関東圏は5日遅れで日本テレビ系列にて放送
- ハナコ書店（2022年7月2日、テレビ愛知・テレビ東京系列）
- 踊る!さんま御殿!!（2022年8月30日、日本テレビ）[11][12]